# Colonia de Comité Movimiento Amplio Popular
Colonia de Comité Movimiento Amplio Popular är en ort i Mexiko.   Den ligger i kommunen San Luis Potosí och delstaten San Luis Potosí, i den centrala delen av landet, 400 km nordväst om huvudstaden Mexico City. Colonia de Comité Movimiento Amplio Popular ligger 1 866 meter över havet och antalet invånare är 300.
Terrängen runt Colonia de Comité Movimiento Amplio Popular är en högslätt, och sluttar österut. Runt Colonia de Comité Movimiento Amplio Popular är det tätbefolkat, med 591 invånare per kvadratkilometer. Närmaste större samhälle är San Luis Potosí, 8,0 km söder om Colonia de Comité Movimiento Amplio Popular. Runt Colonia de Comité Movimiento Amplio Popular är det i huvudsak tätbebyggt.